# Клуб 12 стульев
«Клуб 12 стульев» (сокращённо «Клуб „ДС“») — отдел сатиры и юмора «Литературной газеты», созданный в 1967 году. Материал отдела печатается на 16-й странице издания. Основателем клуба был Виктор Веселовский (1938—1992), приглашённый на должность руководителя отдела фельетонов и юмора из журнала «Радио и телевидение», и его заместитель Илья Суслов.

## Некоторые рубрики (по алфавиту)
- «Архив „Клуба ДС“» — в рубрике печатались, в частности, пародии на классические произведения, например, неопубликованная глава из «Путешествий Гулливера», которую «нашёл в своём столе и опубликовал» Владлен Бахнов[4]; сказка о Колобке, написанная в стиле Редьярда Киплинга («Неизвестная баллада Киплинга») и Иоганна Вольфганга Гёте («Из черновиков Гёте», автор обеих миниатюр — Иосиф Липкин)[5]; «Неизвестные рубаи Омара Хайяма», «восстановленные» поэтом Владимиром Орловым[6] и т. д.
- «Бумеранг» — ответы редакции
- «Ироническая поэзия» — сатирические и юмористические стихи
- «Ироническая проза» — сатирические и юмористические рассказы
- «Лавка букиниста» — произведения классиков юмора (Аркадия Аверченко, Михаила Зощенко, Даниила Хармса и других)
- «Переводы» — произведения иностранных писателей
- «Пересмешник» — пародии на литературные жанры (например, «Самоучитель игры на фортепиано с оркестром» и «Издательские аннотации» Виталия Резникова[7], «Для вас, фантасты!» Никиты Богословского[8], «На последнем слоге» Анастасии Петровой[9])
- «Подражания» — литературные пародии
- «Рога и копыта» (название позаимствовано из романа Ильи Ильфа и Евгения Петрова «Золотой телёнок») — «стенгазета „Клуба ДС“», пародия на газетно-журнальные публикации на разные темы: информационные сообщения, документы, рекламу, кулинарные рецепты, полезные советы и т. д.
- «Фразы» (впоследствии рубрика носила названия «АфоНАризмы» и «Лаконизмы», ныне называется «КЛАф» («Клуб Любителей АФоризмов»)) — афоризмы на разные темы
- «Чудаки» — карикатуры

## Администраторы
- Виктор Веселовский, Главный администратор (1967—1992)
- Андрей Яхонтов, 2-й Главный администратор (1992—1997)
- Павел Хмара, 3-й Главный администратор (1997—1999, 2002—2003)
- Евгений Обухов, 4-й Главный администратор (1999—2002, 2003—2005)
- Валерий Бурт, администратор (2005 — ?)
- Эмилий Архитектор, администратор (2006 — ?)
- Александр Хорт, администратор (2006 — начало 2010-х гг.)
- Сергей Сатин, администратор (начало 2010-х гг. — 2019)
- Александр Вулых, администратор (с 2019)

## Авторы клуба

### Писатели и поэты
- Василий Аксёнов
- Игорь Алексеев
- Аркадий Арканов
- Владлен Бахнов
- Никита Богословский
- Борис Брайнин
- Константин Ваншенкин
- Евгений Винокуров
- Владимир Владин
- Андрей Вознесенский
- Михаил Генин
- Григорий Горин
- Георгий Гулиа
- Виктор Драгунский
- Герман Дробиз
- Юлия Друнина
- Витауте Жилинскайте
- Яков Зискинд
- Александр Иванов
- Инна Кашежева
- Александр Курляндский
- Андрей Кучаев
- Борис Ласкин
- Юрий Левитанский
- Леонид Ленч
- Новелла Матвеева
- Константин Мелихан
- Евгений Минин
- Михаил Мишин
- Евгений Обухов
- Михаил Раскатов
- Роберт Рождественский
- Григорий Рыклин
- Борис Слуцкий
- Варлен Стронгин
- Виктория Токарева
- Аркадий Хайт
- Александр Хорт
- Константин Чахиров
- Анатолий Эйрамджан

### Карикатуристы
- Вагрич Бахчанян
- Василий Дубов
- Михаил Златковский
- Владимир Иванов
- Феликс Куриц
- Игорь Макаров
- Виталий Песков
- Валентин Розанцев
- Владимир Спельников
- Валерий Сударев
- Олег Теслер
- Сергей Тюнин
- Владимир Шкарбан

## Евгений Сазонов
Авторы «Клуба „ДС“» публиковали очерки из жизни, а также творчество вымышленного советского писателя, «людоведа и душелюба» Евгения Сазонова, автора романа века «Бурный поток» и других произведений. 

Впоследствии легенда была продолжена: в 2020 году на страницах газеты публиковались интервью с Евгением Сазоновым-сыном, «взятые» иерусалимским пародистом Евгением Мининым.

## Премии
- «Клуб „ДС“» учредил ежегодную премию «Золотой телёнок», лауреатами которой в разное время становились Зиновий Паперный, Сергей Михалков, Ираклий Андроников, Роберт Рождественский, Никита Богословский, Марк Розовский, Евгений Минин и другие[3].
- Актёр Евгений Весник являлся почётным членом рубрики «Клуб 12 стульев».

## Интересные факты
- Стихотворение Вадима Левина «Джо Билл» из цикла «Самые новые английские баллады и сказки», опубликованного в «Клубе „ДС“»[12] было положено на музыку. Песню «Джонатан Билл» исполнял, в частности, Олег Анофриев[13]. Кроме того, по этому стихотворению был снят одноимённый мультфильм (мультипликационный журнал «Весёлая карусель» № 23)[14].
- Ещё одно стихотворение из этого цикла — «Как профессор Джон Фул разговаривал с профессором Клодом Булем, когда тот время от времени показывался на поверхности речки Уз»[15] было экранизировано в одном из выпусков детской телепередачи «Будильник», посвящённом английской народной поэзии (1983).[16]
- Новеллы, опубликованные на странице «Клуба 12 стульев», в том числе «Вредная работа» (авторы Александр и Лев Шаргородские[17]) и «Мы едем, едем, едем» (автор Владимир Панков[18]), легли в основу фильма «По улицам комод водили» (1978).
- Ещё одна новелла, «Сразу ничего не добьёшься» (автор Виктория Токарева[19]) была также экранизирована в киножурнале «Фитиль», под названием «Тяжёлый случай».[20]
- Аркадий Арканов рассказывал, что в 1980 году опубликовал в «Рогах и копытах» небольшую заметку о некоей советской спортсменке, установившей в Италии новый мировой рекорд в беге на 800 метров. Свою роль в установке рекорда сыграли положительные эмоции: незадолго до старта ей сообщили, что в Ижевске у неё родилась дочь. По поводу этой заметки Арканов получил несколько писем, автор одного из которых ставил вопрос, «какое я имею право в такой важный момент, как приближающаяся Олимпиада, издеваться над советскими спортсменами, над спортом вообще, на чью мельницу я лью воду… И в конце он пригвождал меня к позорному столбу такими строчками, которых я никогда в свой адрес не читал и уже, наверно, читать не буду: „Я понимаю, что бороться за честь советского спорта обязан каждый советский человек. Но, спрашивается, имела ли право женщина, будущая мать, зная, что у неё родится ребёнок, уезжать на соревнования?“». Через несколько дней выяснилось, что автором этого письма был Владимир Винокур, проверявший таким образом Арканова на чувство юмора.[21]

## Реакция читателей
- Некоторые публикации в «Клубе „12 стульев“», в частности, в рубрике «Рога и копыта», приводили к парадоксальным результатам. Так, например, в рубрике «Бумеранг» было опубликовано письмо читателя из Москвы: «В „ЛГ“ № 9 в разделе „Рога и копыта“ допущена грубая ошибка. В заметке „Интересный случай“ сказано, что в австралийском селении живут братья-близнецы, одному из которых 36 лет, а другому 24. Разве такое бывает?». Редакция ответила: «Действительно, в нашем пародийном разделе допущена досадная опечатка: второму близнецу не 24, а 42 года».[22] Бывало и так, что другие периодические издания, приняв пародию за подлинное сообщение, перепечатывали заметки из «Рогов и копыт» на своих страницах, иногда даже без указания авторства[3].

## Дискография
- «Клуб 12 стульев „Литературной газеты“. Юмористические миниатюры, пародии, шутки» (1974, Всесоюзная фирма грамзаписи «Мелодия»)[23]. На пластинке были записаны выступления администраторов клуба — Виктора Веселовского и Виталия Резникова («Доклад „О мерах дальнейшего производства сатиры и юмора на душу нашего населения“», «Рога и копыта», «Фразы» и «Бумеранг»), а также писателей Владимира Владина («Корова»), Григория Горина («Скрытой камерой»), Лиона Измайлова («Руководство для желающих выйти замуж»), Владлена Бахнова (литературные пародии), Марка Розовского («Баба-яга»), Аркадия Хайта («Шайбу! Шайбу!») и музыкальные пародии в исполнении Никиты Богословского